# Антрацитівський історичний музей
Антрацитівський історичний музей - культурно-освітній заклад розташований в м. Антрацит, Луганська область.                                                                                                  

## Історія
Антрацитівський історичний музей був заснований в 1960 році як музей бойової слави.
В 1970 році став народним, а в 1975 перейшов у склад Луганського краєзнавчого музею.

## Експозиція
В музеї понад 22 тис. експонатів представлені 17 групами збереження серед яких:
- Крем'яні та кістяні знаряддя праці Кам'яної доби.
- Знаряддя праці епохи бронзи.
- Клевець раннього Залізної доби.
- Фляга Салтівськової культури і половецькі кам'яні статуї раннього Середньовіччя.
- Колекція корисних копалин та мінералів.
- Нумізатна колекція, що містить російські монети 18-20 ст.,монети СРСР та також монети інших країн з 1918 по 1999 рр.
- Документи, що висвітлюють історію розвитку регіону з 19 ст.
- Приватне зібрання літератури О. Гуревича, Й. Ситіна та Г. Гольстена.
- Військові відзнаки радянського періоду.
- Особисті речі льотчика космонавта Володимира Ляхова.